# Gominola de regaliz
La gominola de regaliz, orozuz (a veces denominado simplemente regaliz) o liquirbá es un dulce con una textura similar a la goma que se saboriza con los extractos de las raíces de la planta del regaliz, así como también aceites de anís. Existe una gran variedad de estos dulces a lo largo de todo el mundo. En Europa la forma más común es el 'regaliz negro' que se comercializa en forma de tubos, espirales o incluso de pastillas. En países como Países Bajos, norte de Alemania y los Países nórdicos, existen variantes de regalices salados (llamados salmiakki) que contienen cloruro amónico (NH4Cl) como ingrediente especial.

## Composición

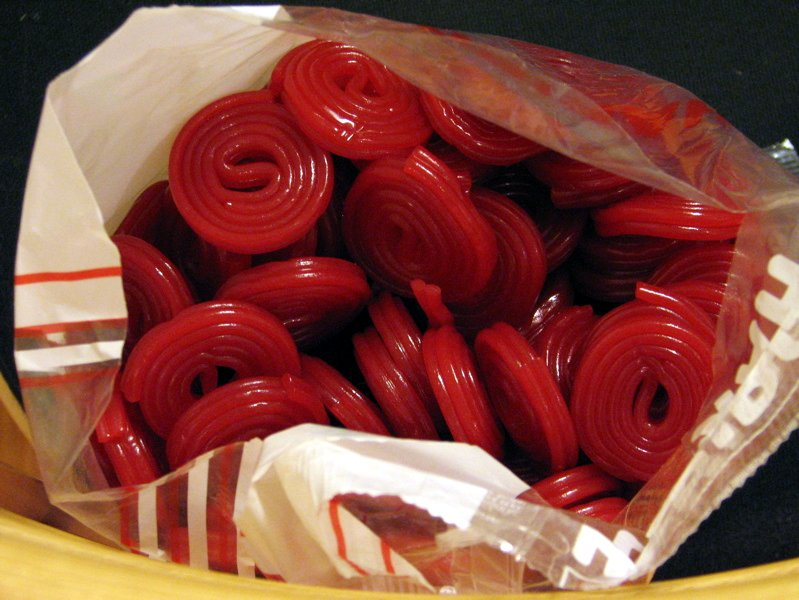
Regalices rojos.

Los ingredientes esenciales para elaborar los regalices son el extracto de la planta de regaliz (Glycyrrhiza glabra), azúcar y un agente ligante o espesante. El espesante suele ser generalmente almidón/harina, goma arábiga o incluso gelatina, o una combinación adecuada de todos ellos. Los ingredientes adicionales son los saborizantes como la cera de abejas para darle a la superficie un aspecto llamativo, el cloruro amónico y melazas que le dan un acabado característico al producto (entre ellos el color negro).
El cloruro amónico se emplea principalmente en los regalices salados con concentraciones de hasta el 8 por ciento. No obstante un regaliz normal suele tener un contenido que puede llegar hasta el 2 % de cloruro amónico, el sabor es menos prominente en estos casos debido al alto contenido de azúcar.
Existen regalices de color rojo que normalmente no llevan regaliz y se saborizan con aromas de fresa, en algunos países son más populares que los negros, como es el caso de Nueva Zelanda, sobre todo en el sector infantil.

## Efectos para la salud
Los caramelos con extractos de las raíces del regaliz contienen un edulcorante natural: la glicirricina que es cerca de cincuenta veces más dulce que la sacarosa. Este ingrediente tiene diversas propiedades, una de las más importantes es que actúa como expectorante (facilitando el movimiento del mucus existente en los pulmones y vías respiratorias mediante la tos) e incrementa la presión arterial. Los efectos pueden tener cierta magnitud si se ingiere cada día una cantidad superior a 50 gramos.